# Louis Gantois
Louis Charles Gantois (* 15. November 1929 in Saint-Maur-des-Fossés; † 26. Februar 2011 in Cannes) war ein französischer Kanute.

## Erfolge
Louis Gantois gewann bei den Olympischen Spielen 1952 in Helsinki die Bronzemedaille im Einer-Kajak. Auf der 1000-Meter-Strecke qualifizierte er sich als Dritter seines Vorlaufs für das Finale. Auch in diesem überquerte er nach 4:20,1 Minuten als Drittplatzierter hinter dem siegreichen Schweden Gert Fredriksson und dem zweitplatzierten Finnen Thorvald Strömberg die Ziellinie. Vier Jahre darauf schaffte er in Melbourne im selben Wettbewerb erneut mit einem dritten Platz im Vorlauf die Finalqualifikation. Den Endlauf schloss er in 4:22,1 Minuten auf dem fünften Rang ab.
Zwischen den beiden Olympiateilnahmen sicherte sich Gantois zwei Medaillen bei den Weltmeisterschaften 1954 in Mâcon. Im Einer-Kajak wurde er über 1000 Meter Vizeweltmeister, während er über dieselbe Distanz mit dem Vierer-Kajak Bronze gewann.